# Snemanje s križa (Fiorentino, 1521)
Snemanje s križa je oltarna slika, dokončana okoli leta 1521, ki prikazuje snemanje Kristusa, italijanskega renesančnega slikarja Rossa Fiorentina. Slika je datirana in signirana: RUBEUS FLOR. A.S. MDXXI. Na splošno velja za umetnikovo mojstrovino. Slika, naslikana z oljem na lesu, je bila prej v stolnici v Volterri, vendar je bila premaknjena v mestno umetniško galerijo Pinacoteca Comunale.

## Zgodovina
Delo je bilo naslikano za kapelo Cappella della Croce di Giorno v Volterri za družbo Croce di Notte, ki je uporabljala iste prostore kot Družba Croce di Giorno v cerkvi San Francesco.
Po eni od teorij naj bi bil sneti Kristus, prisoten na sliki, podoben vodji plačancev Rinieriju della Sassetta.
Potem ko je omenjeno kapelo kupila družina Guidi, je bila slika leta 1788 po zaslugi zatrtih zakonov leta 1786 prenesena v kapelo San Carlo v Duomu.
Rossovo Snemanje je postalo najbolj znano delo v Meščanski umetniški galeriji v Volterri od prve razstave v Palazzo dei Priori (1905): Gabriele D'Annunzio ga je proslavil v svojem Forse che yes, Forse che no, tako zelo, da je v očeh italijanskih in tujih turistov postala eden od razlogov za obisk mesta.
Delo je bilo nedvomno glavna ikonografska referenca Pier Paolo Pasolinija v prizoru iz filma La ricotta iz leta 1963, skupaj z drugimi slikami, kot je Pontormovo Snemanje.

## Interpretacija
To sliko so pogosto primerjali s sodobno (1528) obravnavo iste teme kolega manierističnega slikarja Pontorma na njegovem platnu Snemanje s križa v cerkvi Santa Felicita v Firencah.
Za razliko od Pontormovih svetlih barv in enotne zbirke valovitih figur ima Fiorentinova upodobitev dve enoti: zgoraj je prikazan geometrijski boj delavcev na lestvah, ki odstranjujejo križanega Kristusa, medtem ko so spodaj ženske in moški potopljeni v žalost. Marija, bleda in potrta, se zgrudi v naročje dveh žensk. Marija Magdalena v živo rdečem, omedleva, da bi objela Marijine noge. Žalostni apostol obrača obraz stran. Mračna pokrajina je tako rekoč pusta. En recenzent opisuje prizor kot »nasilno trpljenje ... upodobljeno s skrajno ekspresijo, veriženjem oglatih teles in bleščečo svetlobo, ki ostro zariše jasne gube na oblačilih.« Drugi pravi, da je to prototip zgodnjega manierizma »brez logične prostorske povezave med figurami, križem in lestvami; velikost figur je videti poljubno izbrana, njihova podolgovata telesa in majhne glave izkrivljajo klasična razmerja.«
Rosso je nadaljeval s slikanjem drugega, temnejšega in bolj natrpanega Snemanja za cerkev San Lorenzo v Sansepolcro.

## Ikonografski viri
Odprto poglavje v študiji dela predstavlja prepoznavanje ikonografskih virov, ki so umetnika navdihnili. Nekateri so domnevali absolutno izvirnost umetnika, drugi so se vrnili k srednjeveškim virom, kot je lesena skupina Snemanja v stolnici v Volterri (13. stoletje) ali z nekaterimi liki iz Pokola nedolžnih in s partituro Snemanja Cennija di Francesca v kapeli, ki ji je bila oltarna slika namenjena. Vendar pa je delo, ki je najbližje Rossovemu, Snemanje za Santissimo Annunziato v Firencah, ki jo je začel Filippino Lippi in končal Perugino: postavitev križa in prisotnost dveh stranskih lestev, od katerih ena stoji spredaj, ena zadaj.
Snemalec v rumenem ledjinem pasu spominja na figuro iz Michelangelove izgubljene karikature bitke pri Cascini, Kristusovo telo pa se nanaša na vatikansko Pietà. Kombinacija komplementarnih barv morda izhaja iz vizije oboka in lunet Sikstinske kapele, morda videne na potovanju v Rim med letoma 1518 in 1521, tako kot poza svetega Janeza z obrazom, skritim v rokah, spominja tisto o Adamu v Izgonu iz raja, [[Masaccio|Masaccia].
Poleg tega bi se vodeli odmevi Dürerjevih grafik, ki so bile takrat v Firencah zelo priljubljene.